# Fantino (San Giovanni in Fiore)
Fantino è una frazione del comune di San Giovanni in Fiore, in provincia di Cosenza.
Un tempo molto popoloso (è stata la frazione più grande della cittadina silana), si è spopolato a partire dagli anni '80. Posto a metà tra San Giovanni in Fiore e Caccuri, sovrasta tutta la valle di Carello (l'alta Val di Neto) e guarda al Mar Ionio. Il suo centro storico è caratterizzato da costruzioni in pietra locale e stretti vicoletti.

## Geografia fisica

### Territorio

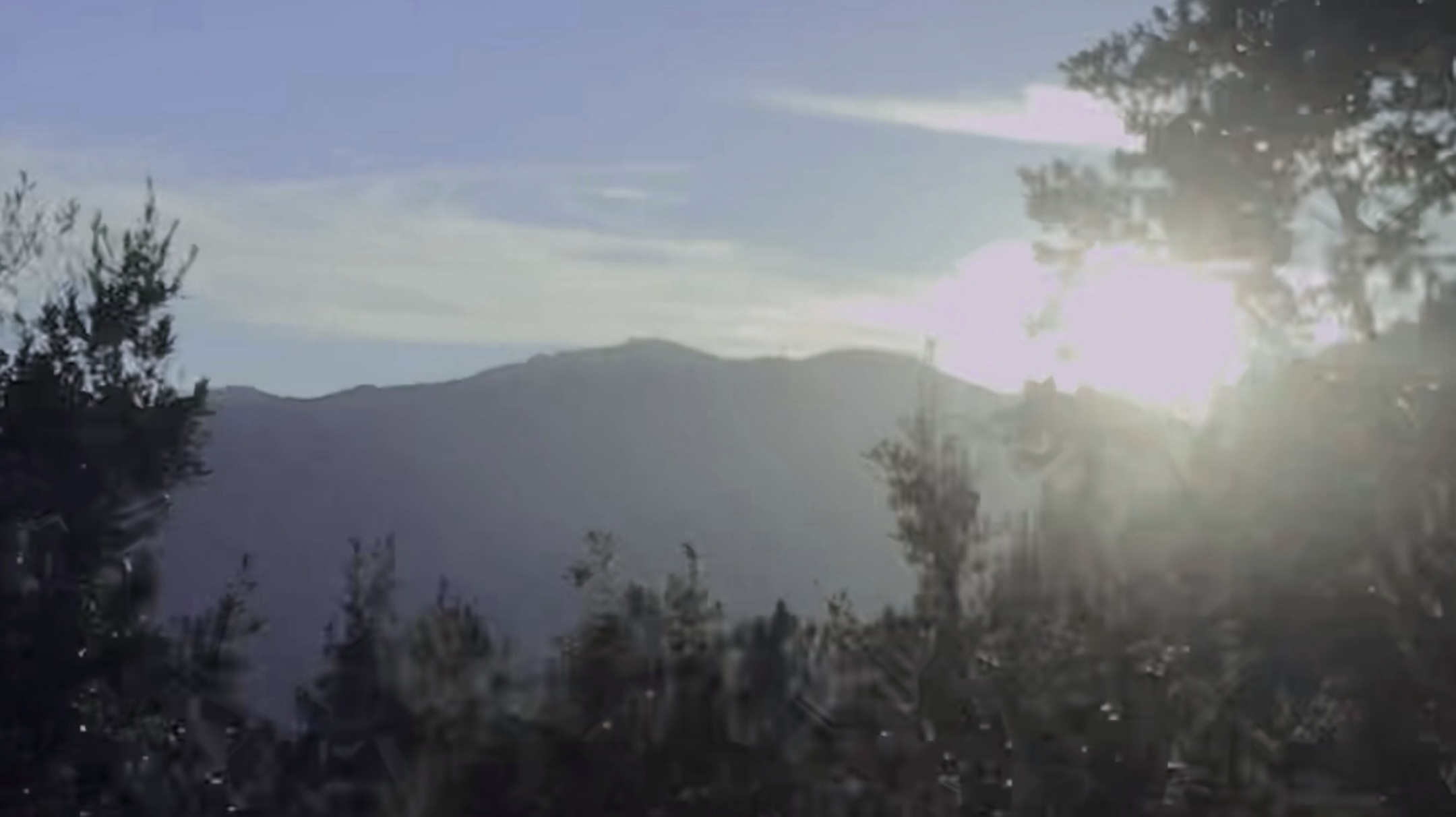
Il Monte Zigomarro visto da Fantino

Posto a metà strada tra San Giovanni in Fiore e Caccuri, lungo la strada interpoderale che li collegava, il borgo si è sviluppato su un ripido e scosceso costone del Monte Gimmella (Jimmella in dialetto), una delle ultimi propaggini della Sila. La sua posizione gli consente di dominare tutta la valle di Jannia (o di Carello), cioè l'alta val di Neto.

### Clima
Il clima del borgo è mite tutto l'anno (tranne in inverno quando le nevicate non mancano): questa caratteristica ha favorito la presenza di una rigogliosa vegetazione e ha permesso di praticare la coltivazione di varie specie vegetali quali la vite e l'ulivo.

## Storia

### Origini del nome
Le origini del nome non sono certe. Probabilmente il borgo venne così chiamato quando venne qui portata dai monaci una statua dedicata a San Fantino dall'Abbazia dell'A'Patia: infatti, a quel tempo, molti monasteri basiliani (San Basilio) greci in Calabria erano dedicati a questo santo.

### Origine

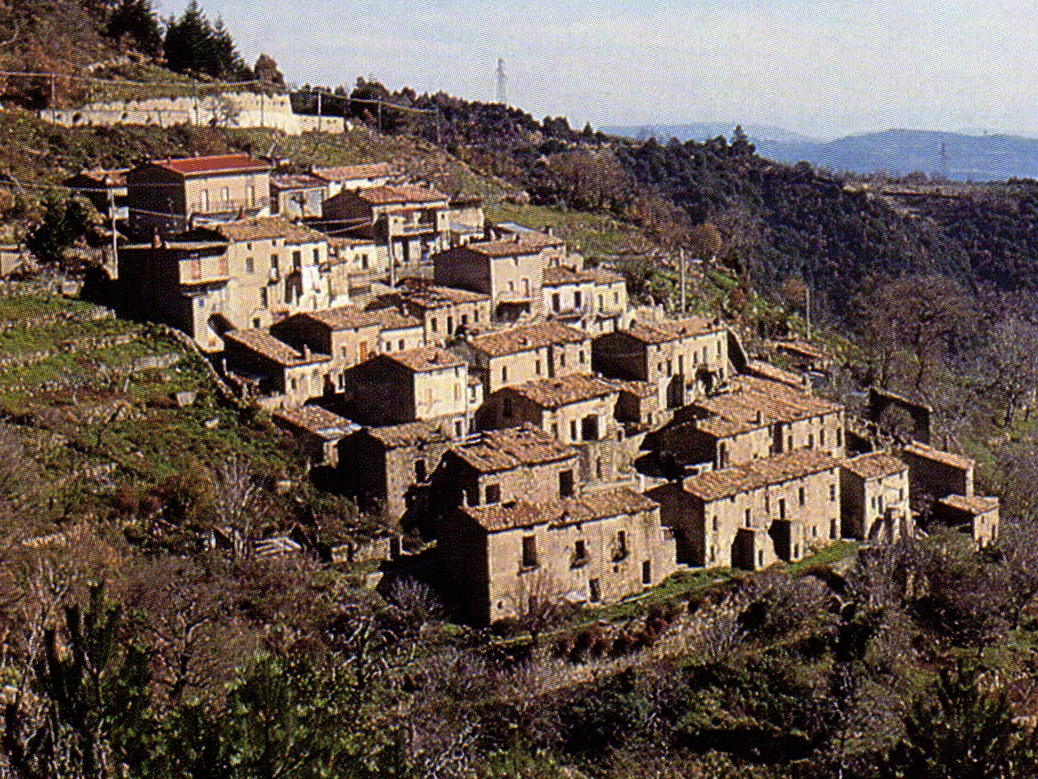
Il centro storico

Di Fantino si conosce quando è nato ma non esattamente come: secondo un racconto popolare il fondatore fu un pastorello di Pedace, che decise di fermarsi dove ora sorge il borgo.
Le prime testimonianze scritte del borgo si hanno nel 1716, quando in un documento il duca di Caccuri Marzio Cavalcanti juniore rivendicava, con una lettera spedita al Sacro Regio Consiglio di Napoli, l’appartenenza del borgo di “Infantino”, a suo dire detenuto abusivamente dall’Abbazia Florense.
Nel 1752 l’Università di San Giovanni in Fiore, che si era sempre difesa presentando documenti che dimostrassero la legittimità dei possedimenti al Sacro Regio Consiglio, ribadì in maniera ancora più forte il possedimento del paesino.
Il borgo si è sviluppato dal basso verso l’alto, con il nucleo più antico situato ad 870 metri. Nei primi anni del ‘900 il borgo raggiunse la strada che portava a Caccuri, a 915 metri; da quel momento il borgo venne diviso in due: Fantino sottano (la parte bassa del paese) e Fantino soprano (la parte alta del paese).

### Storia recente

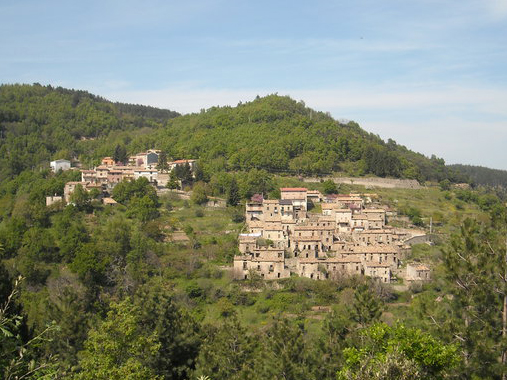
Il vecchio borgo e quello nuovo

Fantino ha vissuto quasi sempre periodi di crescita demografica: il culmine si raggiunse negli anni '60 del '900, quando la popolazione toccò gli 800 abitanti, consentendogli di essere un vero e proprio paese, indipendente economicamente ed autosufficiente. Nonostante però la buona accessibilità garantita dalla SP213 e le possibilità di sviluppo, attorno agli anni '80 il borgo iniziò a spopolarsi; negli anni '90 gli abitanti erano circa 200, mentre nel 2001 erano appena 29, la cui maggioranza anziani. 
Di recente si sta cercando di rilanciare il borgo.

## Monumenti e luoghi d'interesse

### Architetture religiose

#### Chiese

##### La chiesa antica di San Giovanni Battista

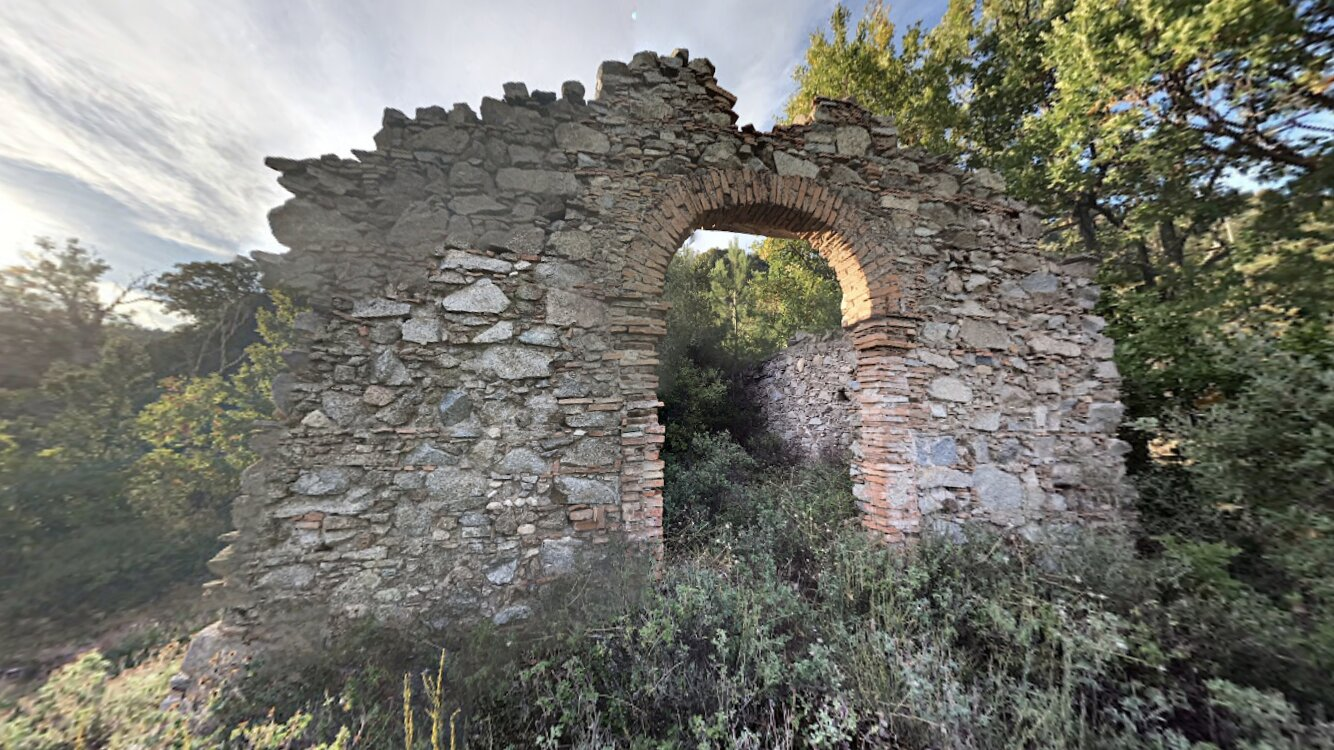
Facciata della chiesa vecchia di San Giuvanniellu
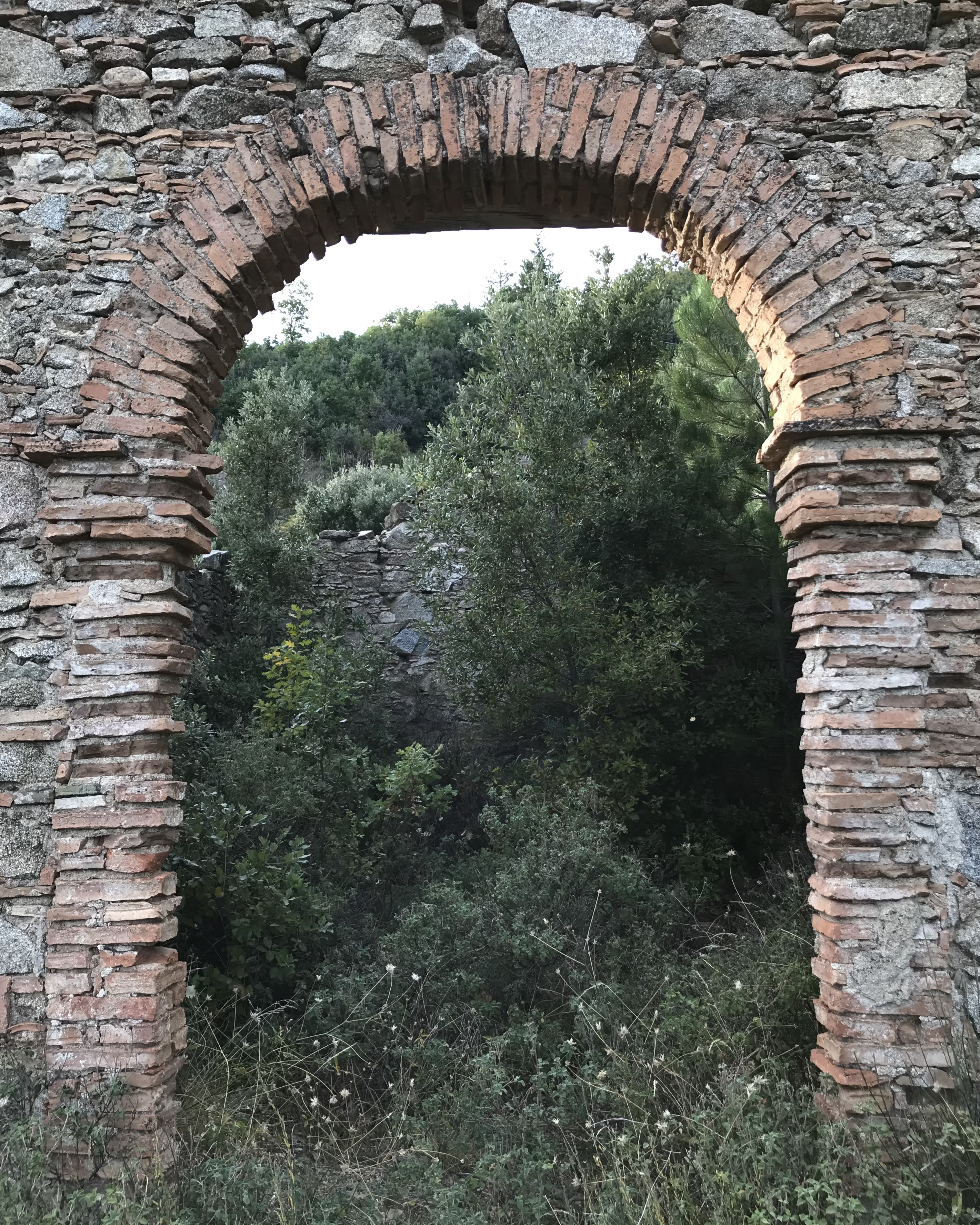
Portale della chiesa antica
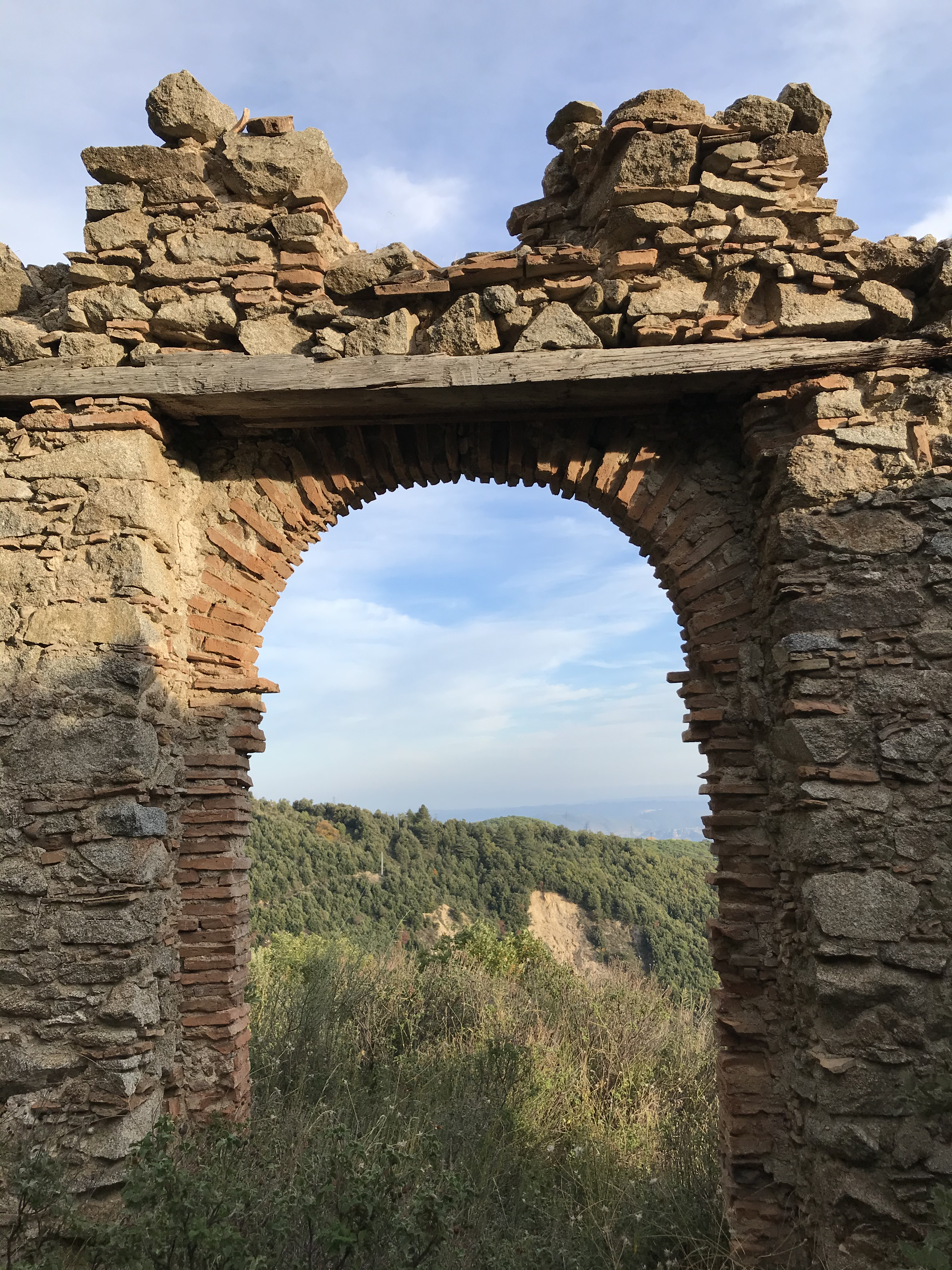
Il portale dall’interno; da notare sopra i resti del campanile a vela
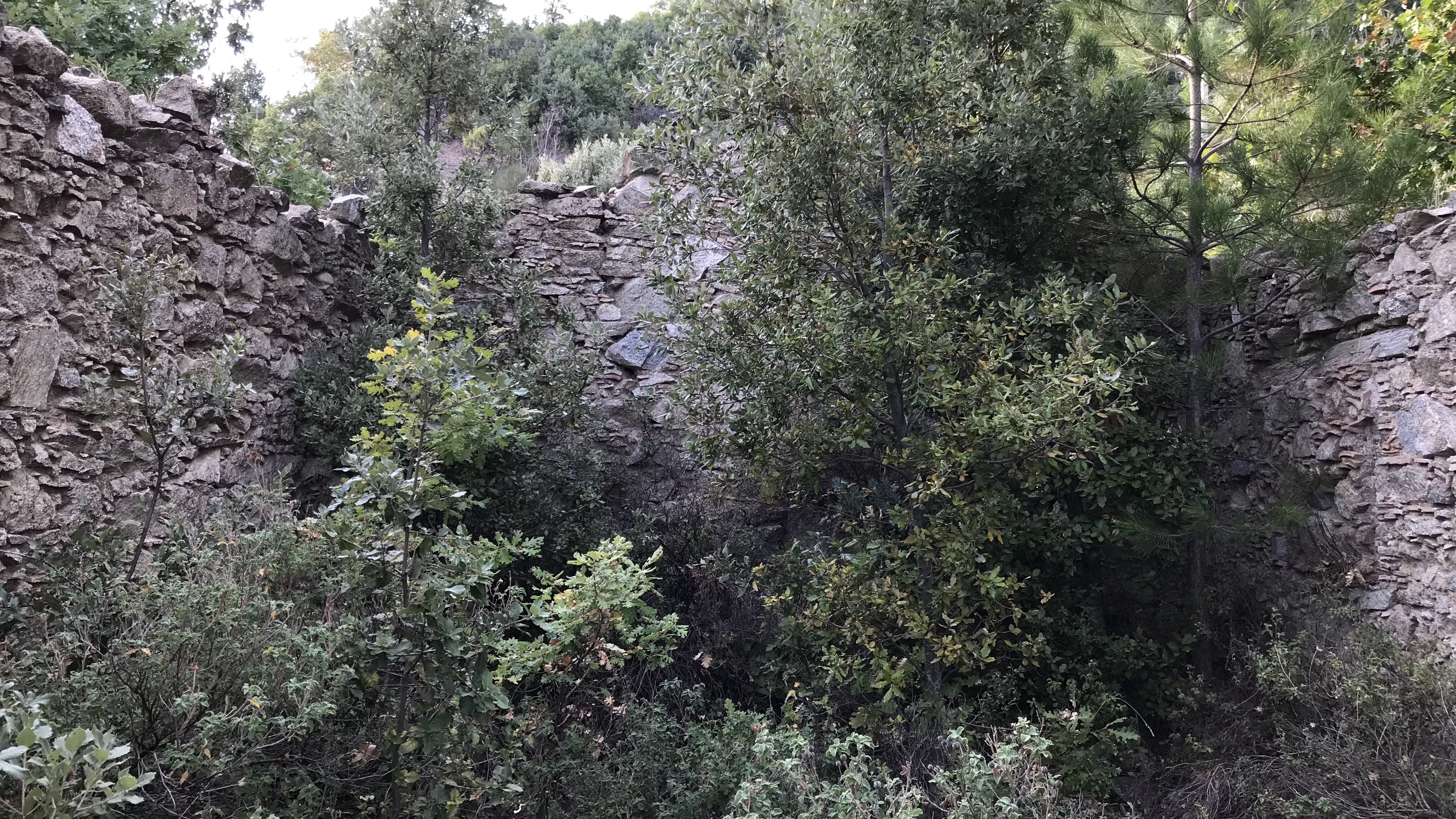
Interno
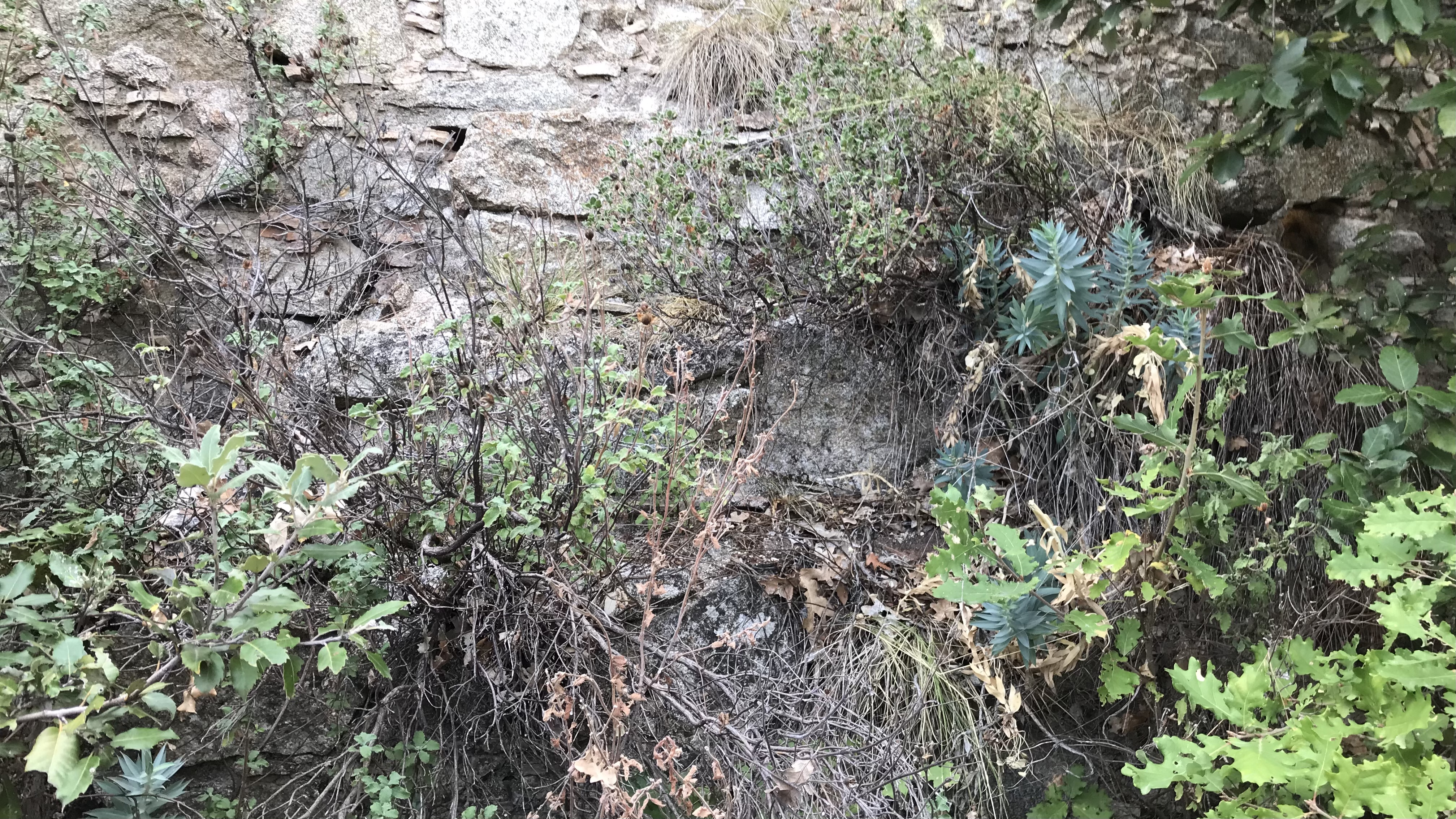
Resti dell’altare
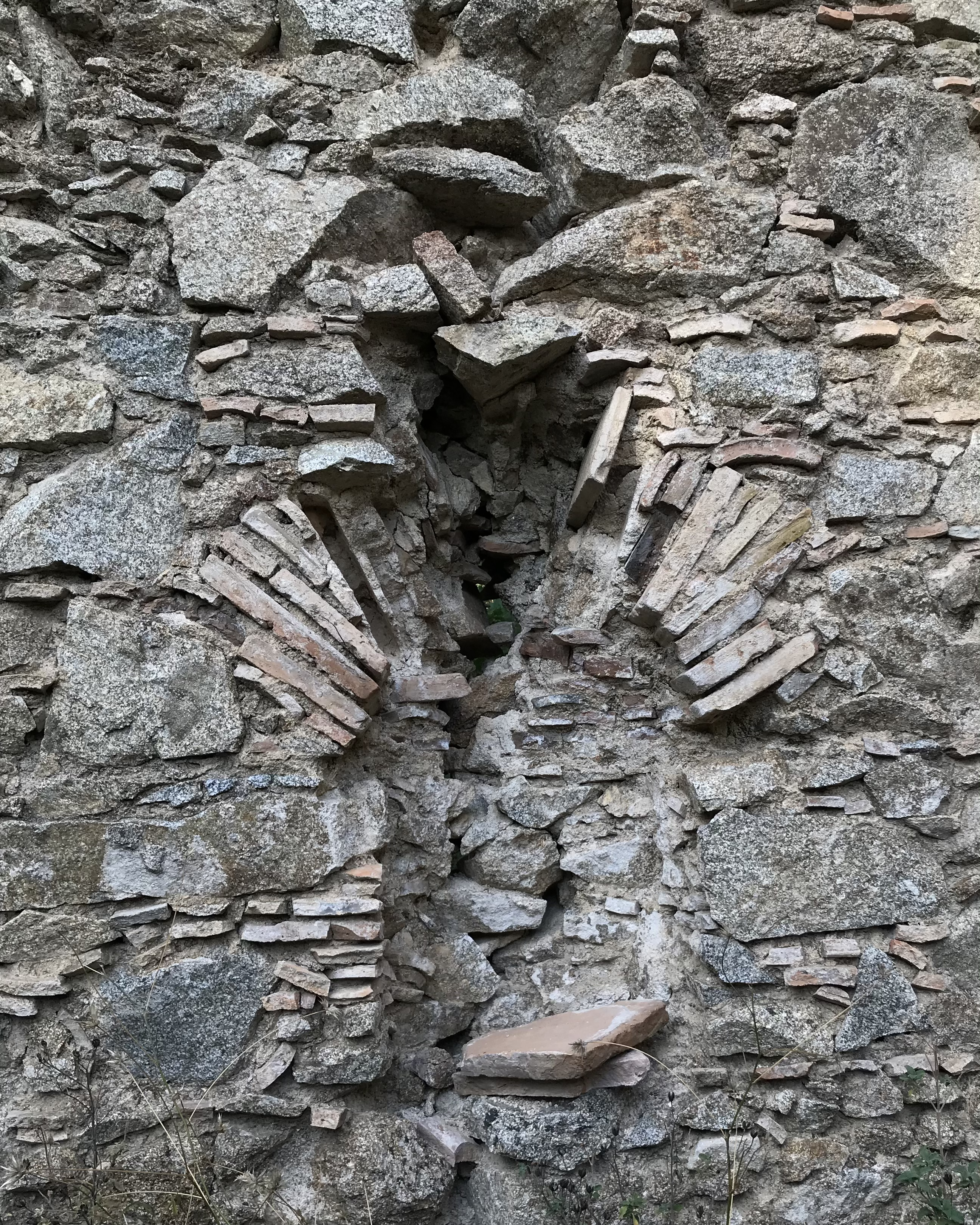
Nicchia a sinistra dell’ingresso
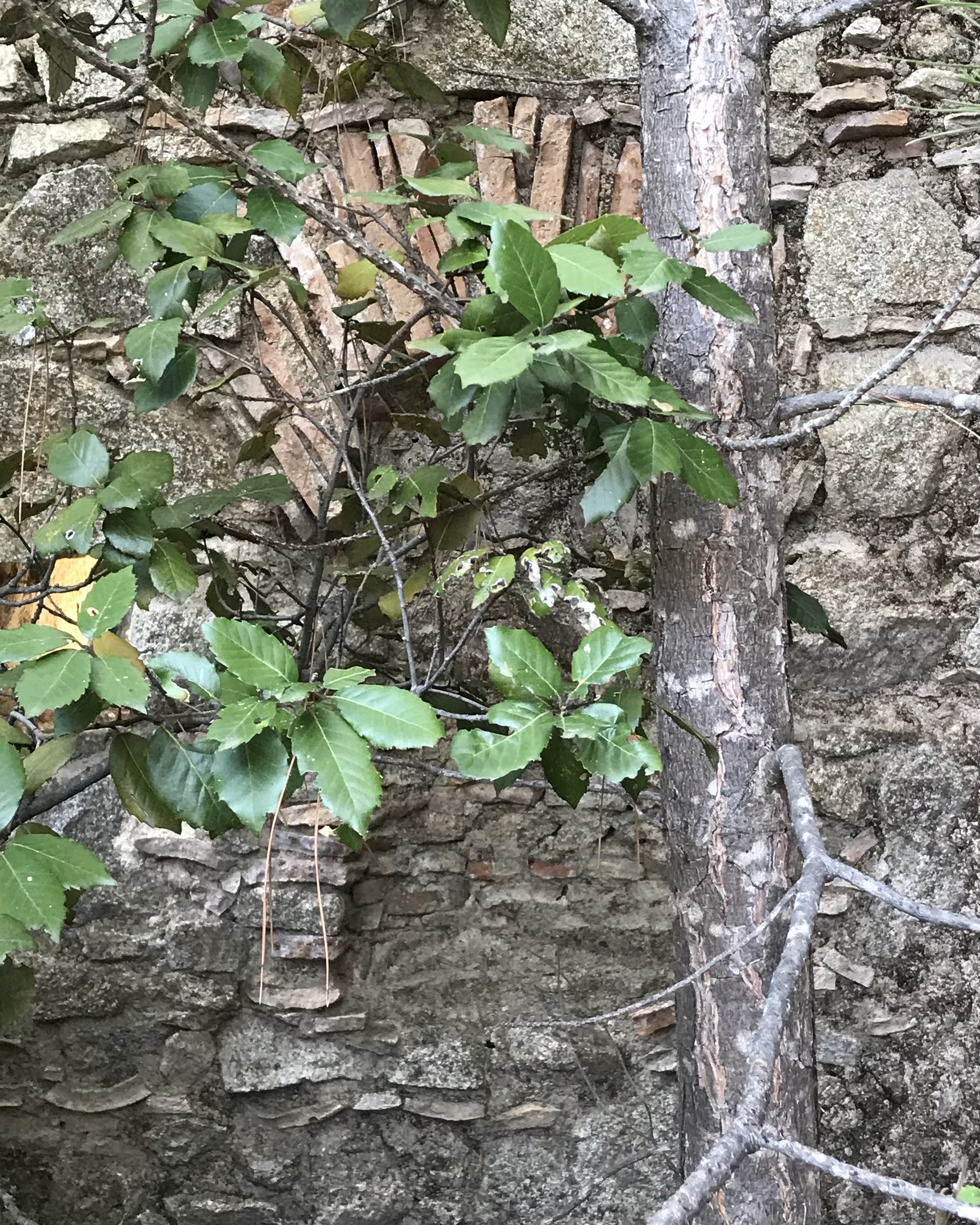
Nicchia accanto l’altare

La chiesa vecchia di San Giuvanniellu venne costruita tra il XVIII e il XIX secolo in stile neobarocco e venne abbandonata all'inizio degli anni '70 del '900. Grande 6x4 metri, è oggi diroccata; sono rimasti in piedi solo i muri perimetrali, la facciata a capanna e la base del campanile. L'interno è invaso da piante, ma sono riconoscibili ancora le nicchie e l'altare maggiore.

##### La chiesa nuova di San Giovanni Battista

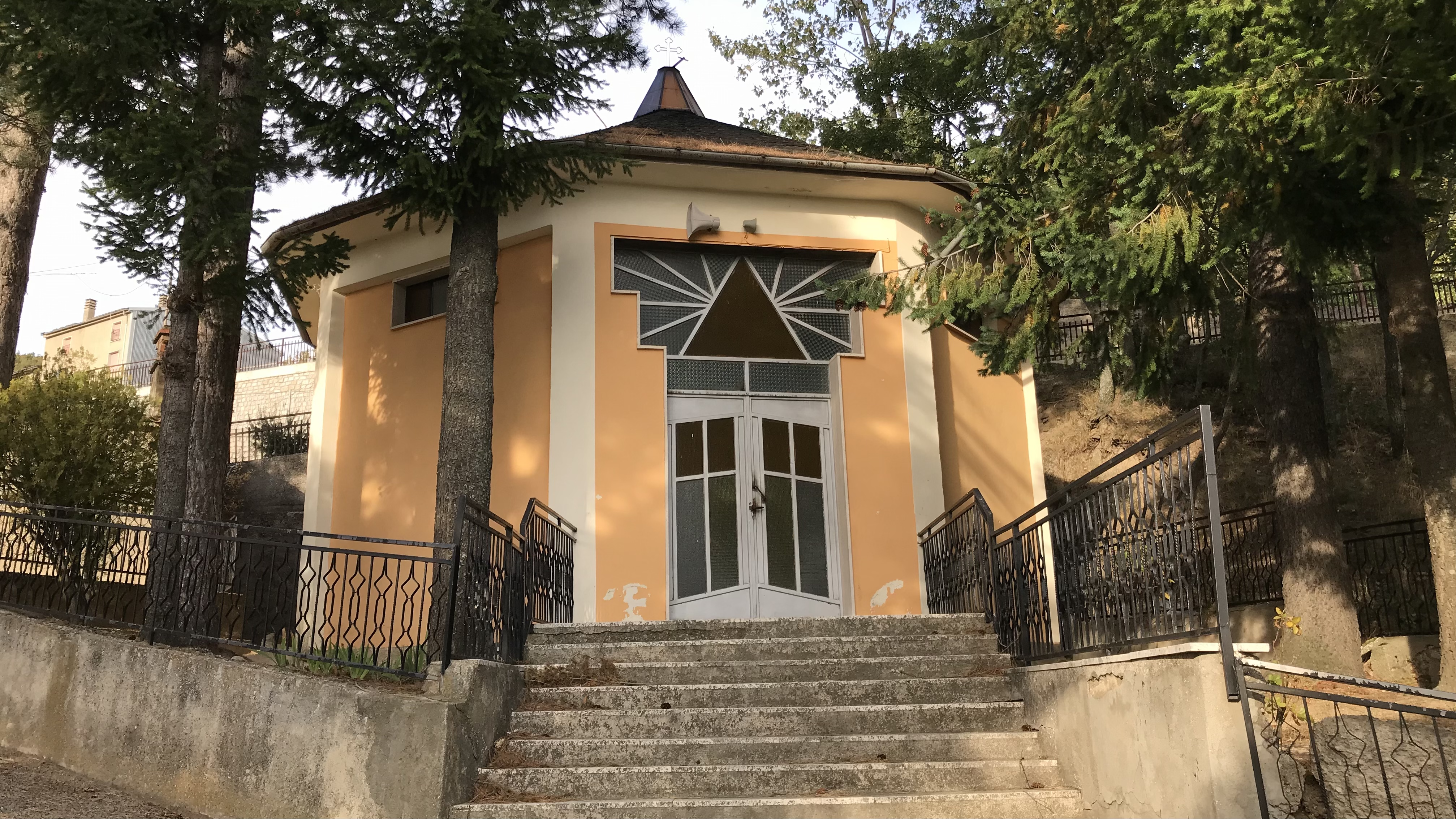
La moderna chiesa dedicata a San Giovanni Battista, detto San Giuvanniellu

Grazie anche a Don Carlo Arnone che volle ridare a Fantino un luogo di culto, venne eretta nel 1975 la nuova chiesa di San Giuvanniellu. Situata fra la parte nuova e il centro storico del borgo è a pianta ottagonale e di semplice aspetto. La facciata principale ha un grande portone-finestra, situato dopo una scalinata; all'interno vi è una statua di San Giovanni Battista proveniente dalla chiesa antica.

##### L'abbazia dell'A'patia

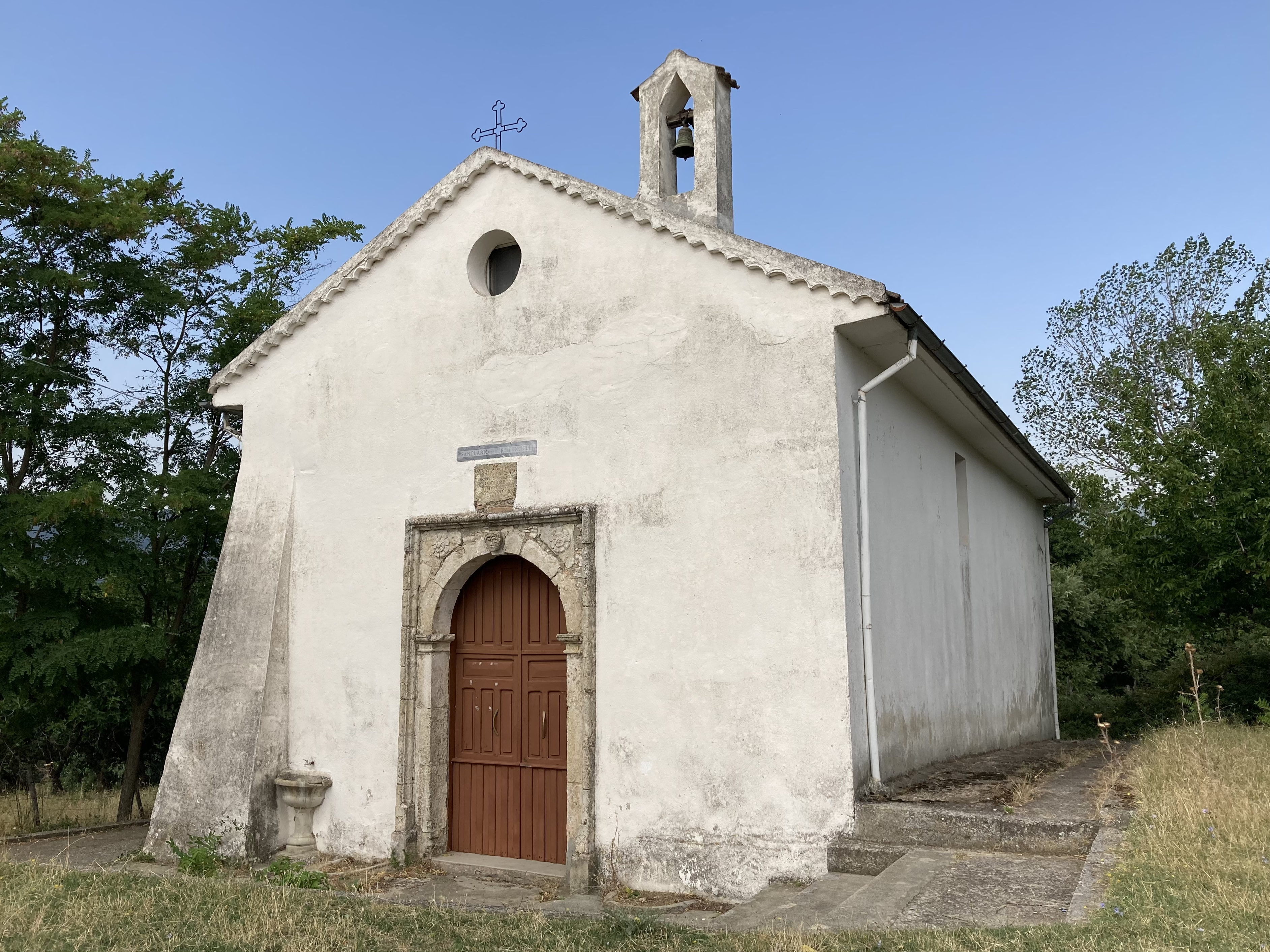
La chiesa dell'Apatia

Situata a pochi chilometri dal paesino, venne eretta attorno all'anno 1000 dai monaci brasiliani greci.

### Altro
- Nel centro storico vi è il vicolo in cui è apparso il giovane Agostino Talerico.
- Vicino alla chiesa antica vi è la casa natale del poeta Emilio de Paola

## Società

### Tradizioni e folclore
Il 10 settembre il piccolo borgo "rivive" in occasione della festa patronale di San Giovanni Infante, detto in dialetto "San Giuvanniellu". La festa termina con un concerto e con i fuochi pirotecnici ed è diventato oramai un appuntamento fisso per i paesini della zona.

### Evoluzione demografica
Abitanti censiti

### Popolazione
Gli abitanti del borgo sono anziani originari del luogo, che non lo hanno lasciato durante lo spopolamento.

## Geografia antropica

### Urbanistica
Come già accennato nella sezione storia, il borgo si è sviluppato verso l’alto.
Le prime case avevano perlopiù due livelli: quello inferiore aveva le stalle mentre quello superiore era destinato ad abitazione. Con l'aumento del tenore di vita dei fantinesi iniziarono a sorgere delle case a più livelli, compresa la soffitta.
Sono presenti inoltre dei palazzi baronali.
Tra gli anni ‘50 e gli anni ‘60 vennero costruite abitazioni moderne nel rione di Fantino Soprano, più in alto rispetto alla SP213 che collega il paese a San Giovanni in Fiore e Caccuri.

## Infrastrutture e trasporti

### Strade
Fantino è percorso da:

## Galleria d'immagini

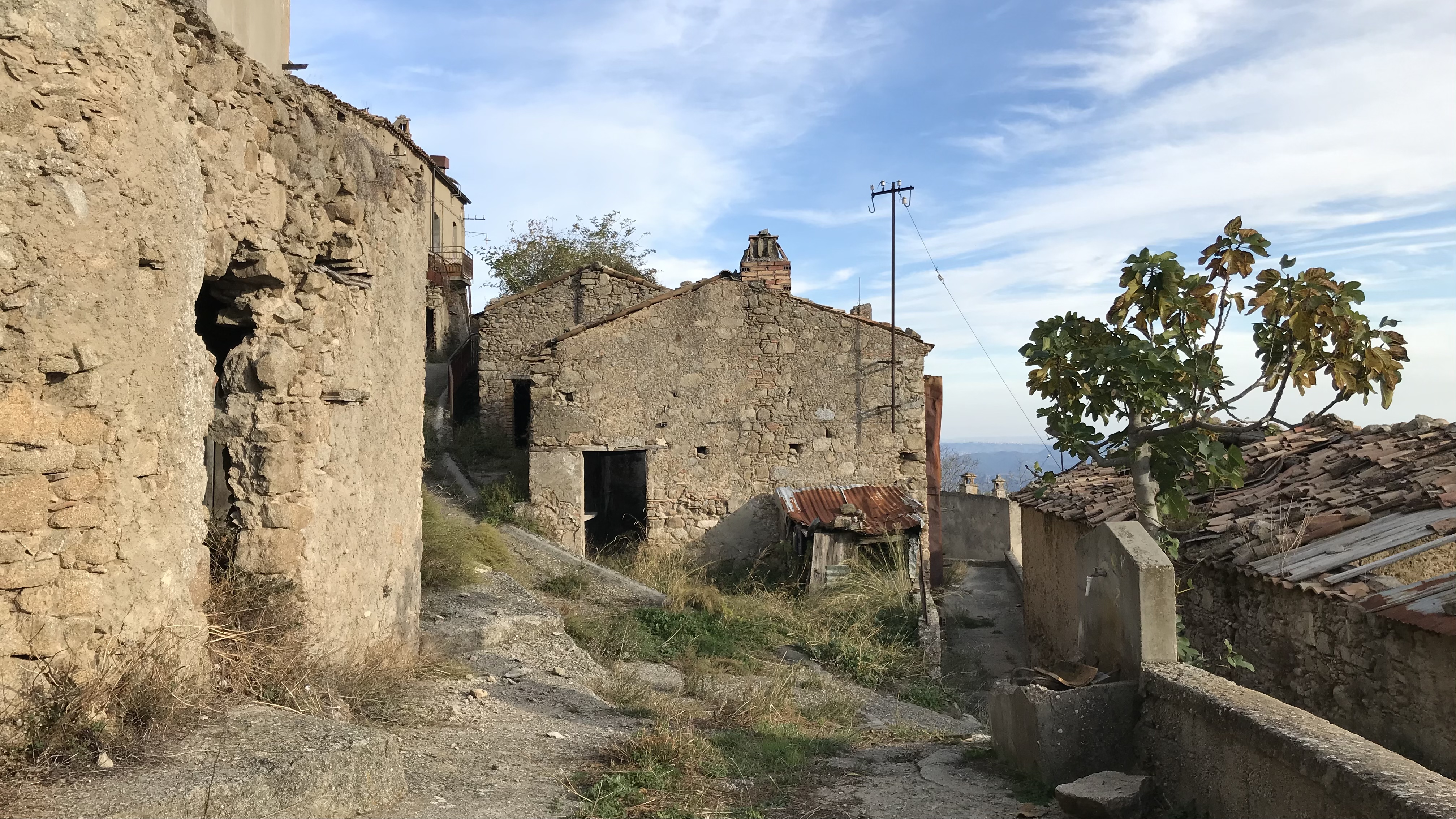
La piazza abbandonata di Fantino.
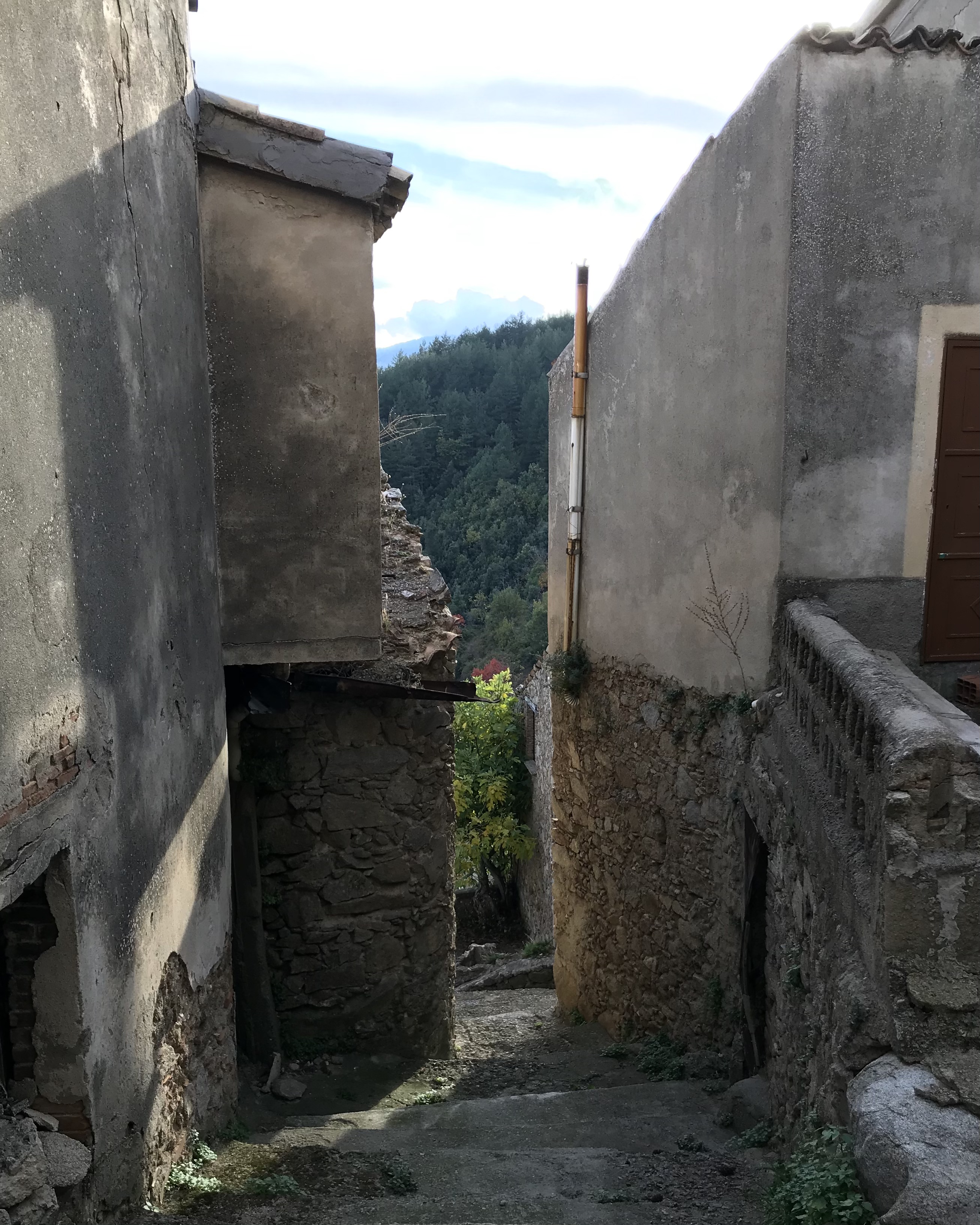
Il vicolo dell’apparizione di Agostino.
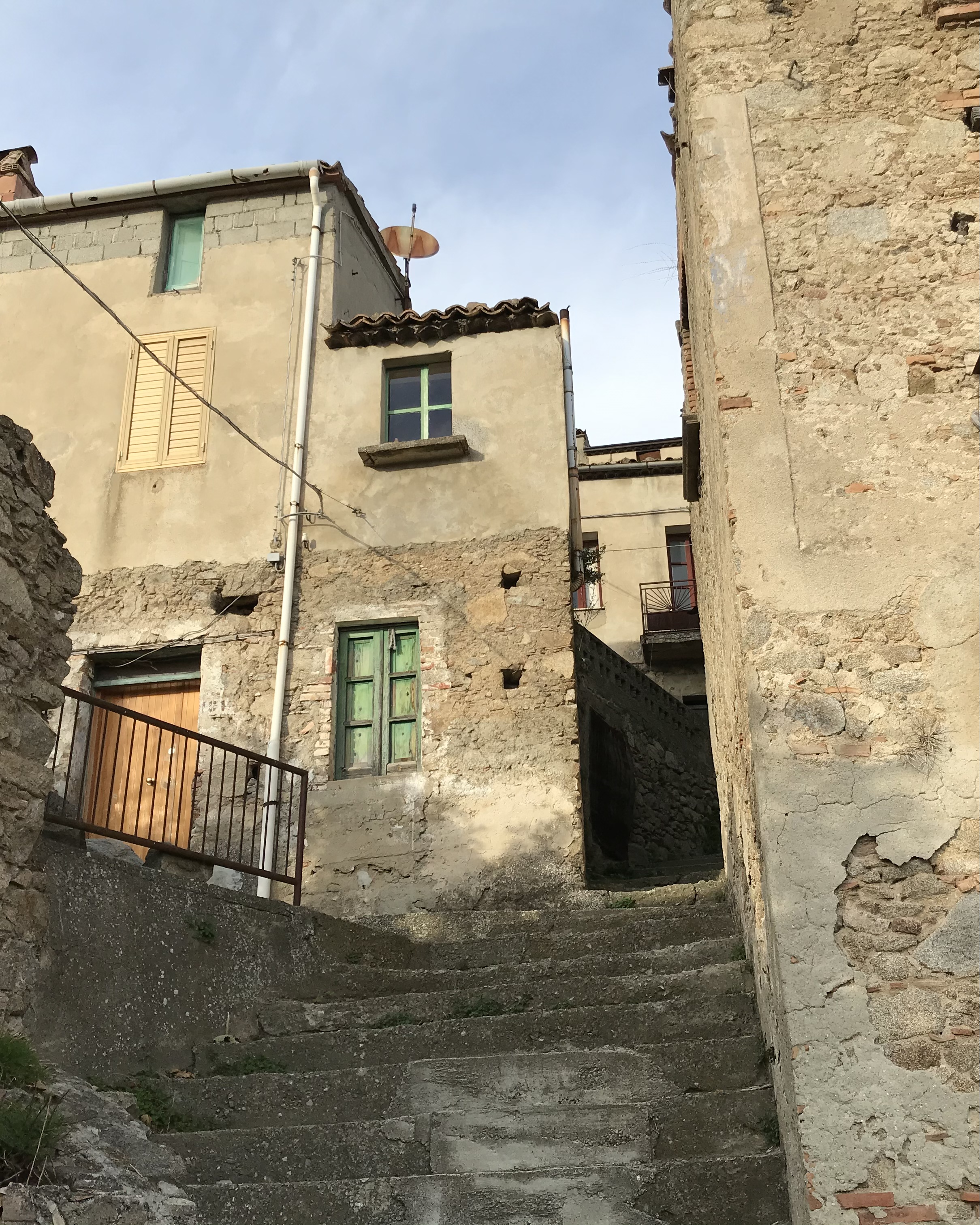
Un altro vicolo
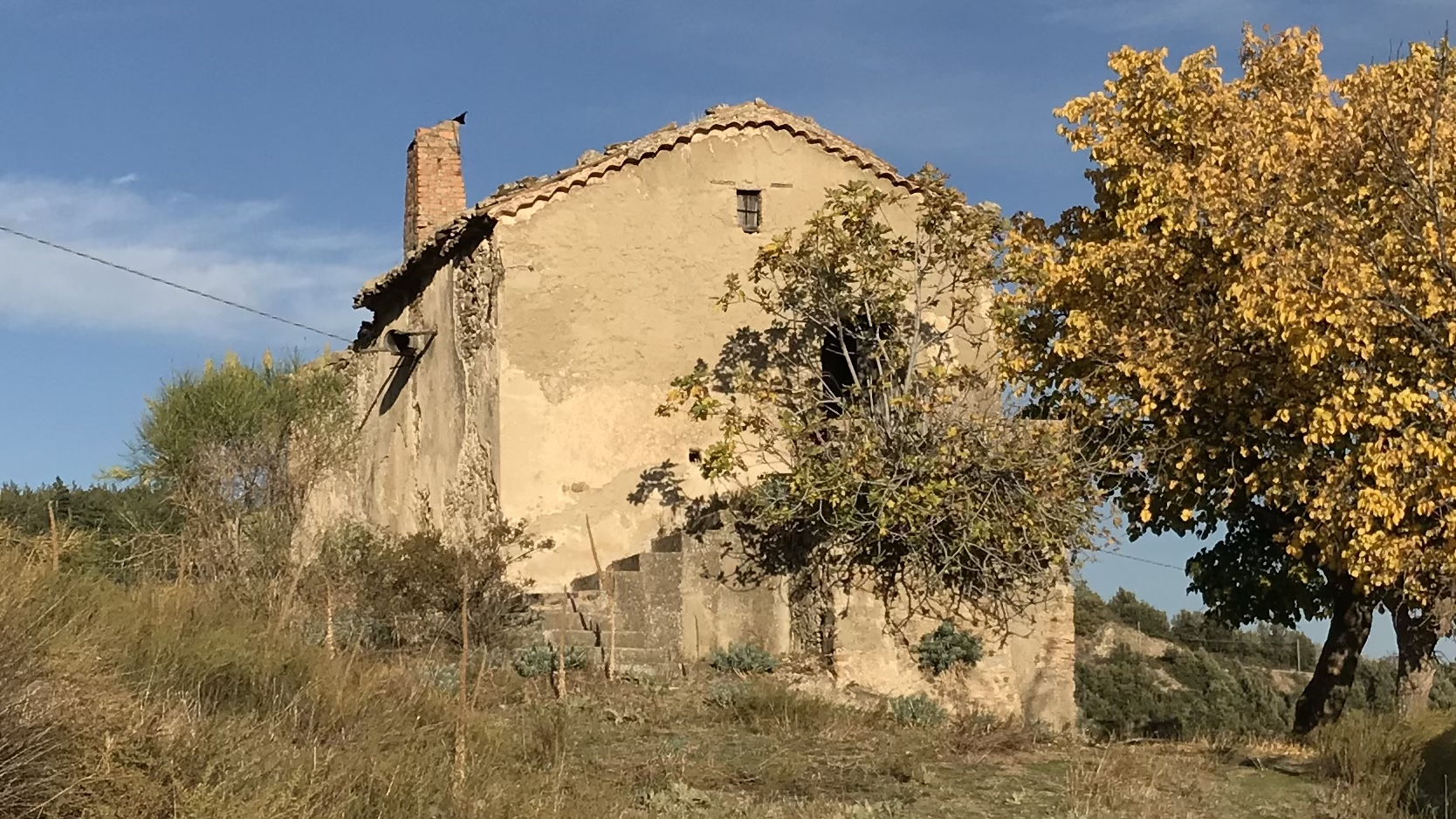
Il palazzo nel quale è nato il poeta Emilio de Paola

## Curiosità
- Il borgo è stato più volte citato in vari libri locali, e qualche anno fa, gli è stato dedicato un ampio servizio nel notiziario del TGR Calabria.